# Eurhynchium trachypodium
Eurhynchium trachypodium là một loài rêu trong họ Brachytheciaceae. Loài này được Funck ex Brid. Kindb. mô tả khoa học đầu tiên năm 1897.